# Titu Maiorescu
Titu Liviu Maiorescu (Craiova, 15 de febrero de 1840 - Bucarest, 18 de junio de 1917) fue un crítico literario y político rumano, fundador de Junimea una sociedad literaria de Rumania. Como crítico literario tuvo un importante aporte al desarrollo de la cultura rumana en la segunda mitad del siglo XIX.

## Juventud y actividad literaria
En su infancia conoció al poeta y fabulista Anton Pann, que le dejó una huella imborrable. En septiembre de 1851 su familia se estableció en Viena, donde su padre trabajó en el Ministerio de Justicia y empezó a escribir un diario que alcanzaría hasta su muerte en 1917, un total de 42 cuadernos y diez volúmenes. En 1858 se graduó primero en su clase y por entonces se interesó en traducir las obras del alemán Jean Paul. En 1858, junto a su actividad académica, trabajó como profesor de psicología en internados privados y como profesor de francés de los hijos del abogado Georg Kremnitz, uno de ellos Klara, su futura esposa. Se doctoró en Filosofía en Universidad de Giessen magna cum laude y en diciembre de 1860 obtuvo su licenciatura en Filología y Filosofía en la Sorbona, que se transformaron en doctorados al año siguiente.

## Actividad universitaria
Empezó a trabajar como abogado y se casó con Klara Kremnitz. Además se convirtió en profesor en la Universidad de Iasi y del gimnasio central de esa misma ciudad. El 18 de septiembre de 1863 fue elegido rector de la Universidad de Iaşi por un período de cuatro años. Entre sus alumnos tuvo al escritor Ion Creangă. Entre 1863-1864 Titu Maiorescu profesor de Filosofía de la Universidad Filología de Iaşi.

## Ideario
Tras la unión de principados de 1859, que culminaba los ideales de la generación de 1848, Maiorescu representaba las ansias de conducir la situación aún más lejos de la nueva generación, con un nuevo concepto de la vida cultural y social de Rumania. En el plano de ideología política y de la crítica literaria, Maiorescu defendía una evolución natural, orgánica y bien preparada de la cultura rumana, adversaria de las “formas sin raíz”, como expresó en un artículo de 1868. Para ello creó la sociedad Junimea, que agrupó a una serie de escritores que formó el círculo del mismo nombre.

## Actividad política
Como miembro del Partido Conservador de Rumania, fue ministro de Relaciones Exteriores entre 1910 y 1914 y primer ministro de Rumania de 1911 a 1914. Era por tanto presidente del Gobierno cuando estallaron las guerras balcánicas. El país no era miembro de la Liga Balcánica, por lo que permaneció neutral en la primera. Cuando se desató la segunda en junio de 1913, el país sí que participó en ella, en julio.
Representó a Rumania en la Conferencia de Paz de Bucarest que terminó con la segunda guerra balcánica y que permitió al país arrebatar la Dobruya meridional a la vencida Bulgaria, en agosto de 1913. Se opuso al ingreso de Rumania a la Primera Guerra Mundial, y se negó a colaborar con el ejército alemán luego de la ocupación de Bucarest.

## Obras

### Publicadas en vida
- O cercetare critică asupra poeziei române (1867)
- În contra direcției de astăzi în cultura română (1868)
- Direcția nouă în poezia și proza română (1872)
- Comediile domnului Caragiale (1885)
- Eminescu și poeziile sale (1889)
- Povestirile lui Sadoveanu (1906)
- Poeziile lui Octavian Goga (1906)
- Retori, oratori, limbuți
- Beția de cuvinte

### Póstumas (selección)
- Jurnal, diario íntimo en diez vols., el más largo de la literatura rumana.
- Scrieri de logică, ed. de Alexandru Surdu, Editorial Científica y Enciclopédica, 1988
- Istoria politică a României sub domnia lui Carol I edición de Stelian Neagoe, București, Editura Humanitas, 1994
- Discursuri parlamentare cu priviri asupra dezvoltării politice a României sub domnia lui Carol I, vols. I - V, estudio introductorio, edición, notas y comentarios de Constantin Schifirneț, Editura Albatros, 2001-2003